# 李清
李淸（り しん、イ・チョン、1936年4月23日 - ）は、李王家の一族で、日本の元公族。
雲峴宮の第4代宗主・李鍝公の長男。母は朝鮮貴族朴泳孝侯爵の孫娘・朴贊珠。李堈公は祖父、純宗は大伯父、李王垠は大叔父、李鍵公（桃山虔一）は伯父、李海瑗は叔母、李錫は叔父、李源は従弟である。

## 経歴
東京市の李鍝公邸で誕生する。1942年、公族の身分で学習院に入学した。
1945年8月6日、広島に置かれた第二総軍の教育参謀中佐であった父・李鍝公が原子爆弾に被爆し、翌8月7日に薨去した。これに伴い既に母親の李鍝公妃賛珠（朴賛珠）と弟の李淙と共に疎開していた京城府（現ソウル特別市）で公位を継承して李淸公となったが、1947年5月3日の日本国憲法施行により公族の身分を失う（身位喪失）。
その後、京畿高等学校を経て、アメリカ・テネシー州ノックスビルのノックスビル・カレッジに留学した。
渡米に際し、1954年1月11日、昭和天皇に拝謁する機会を得た。
弟の李淙もソウル大学を経てブラウン大学大学院へ留学したが、1966年に現地で交通事故死している。
1992年、雲峴宮をソウル市に売却、1994年には高祖父である興宣大院君の影像をはじめとする皇室遺品など100点余りをソウル市に寄贈した。
2005年に元李王世子で全州李氏当主の李玖が子女なく死去し、李王家の宗家が断絶した。伯父である李鍵は日本国籍を選択して桃山虔一と改名しており、1990年に没していた。またその遺族は桃山または母方（実母あるいは継母）の姓を名乗り、全員が日本国籍であったため、淸は韓国・朝鮮籍を持つ人物の中では唯一、王公族の身位を有し、また日本で王公族制度が廃止された昭和22年（1947年）当時の当主（「公」の称号は公族2家の当主のみが名乗れた）でもあり、李王家の嫡流・当主に最も近い立場となっている。しかし、淸自身は大韓帝国皇室が関連した行事には一切出席せず、「大韓皇帝」の位についても請求していない。そのため現在、祖父李堈の子であり、李鍵公（桃山虔一）・李鍝公の弟にあたる叔父・叔母やその子たちにより皇位請求権（李王家当主の地位）が争われている。
平成6年（1994年）に中国放送が製作した「抗日　日韓併合のかげに」という番組の取材に応じている。「抗日　日韓併合のかげに」は横浜市の放送ライブラリーで視聴可能。